# مجفف (مادة)
المُجَفِّف مادة كيميائية استرطابية تجلب - أو تصون - حالة تجفف في محيطها إذا وضعت في وعاء معزول جيّدًا.
أمّا المرطّب فهو أيضًا مادة استرطابية لكنّه يُستخدم ليُعين مُنتَجٍ ما على احتواء الماء، وتُستخدم المواد المرطّبة كثيرًا في مجالات الطّعام والمستحضرات التجميلية - وبشكل خاص الجليسرين.

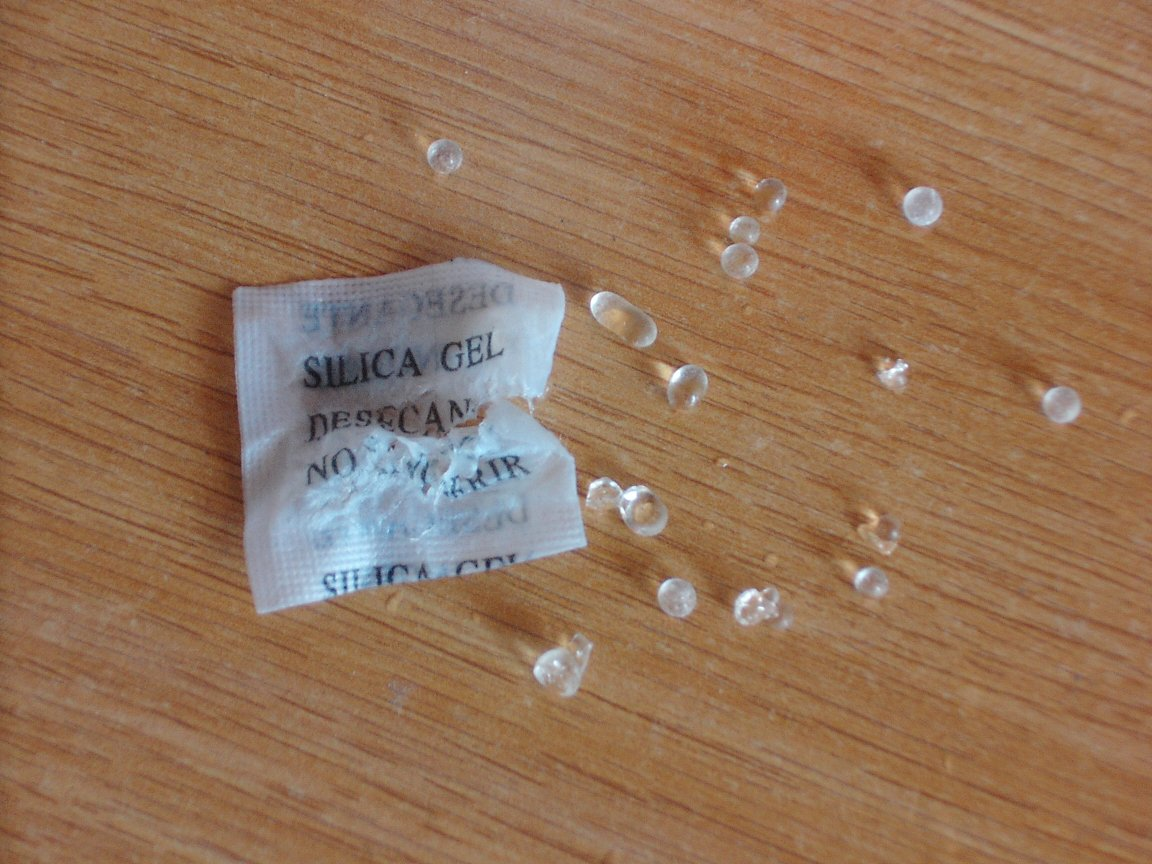
هلام السيليكا

ومن أوسع المجفّفات انتشارًا مواد صلبة تعمل من خلال الامتصاص أو الامتزاز أو الاثنين معًا، كما تتواجد مجفّفات غير صلبة للتطبيقات المتخصّصة، وقد تعمل تلك الأخيرة على أسس أخرى، كالربط الكيميائي مع جزيئات الماء.
وتُستخدم المجفّفات المُعبّأة مسبقًا (الجاهزة) في الغالب لطرد أي رطوبة زائدة قد تُفاقم أو تُفسد المنتج الحسّاس للماء. ومن أوسع المجفّفات انتشارًا:
- هلام السيليكا
- الكربون النشط
- كبريتات الصوديوم
- صلصال مونموريونيت
- مصافي الجزيئات

## التطبيقات
يبقي المرطب إذا أضيف إليه على الطاعم رطبا طريا. كما تكون المرطبات أحيانا أحد مكونات الطبقات المقاومة للكهرباء الساكنة التي توضع على اللدائن. وتستخدم المرطبات أيضا في العديد من مستحضرات التجميل لغرض «ترطيب البشرة» - مثلا في منعم الشعر [الإنجليزية] وكريمات البشرة.
كما تستخدم المرطبات في صناعة بعض السجائر ومنتجات التبغ.

## روابط خارجية
- Desiccant Science and Tehnology Published Paper
- Desiccant Requirement Chart (printable)
- Latest US desiccants patents information.
- A Desiccant Requirements Calculator
- Combating Moisture and Humidity in Nutraceutical Packaging
- Education Center
- Liquid Desiccant Waterfall for attractive building dehumidification
- Information on Desiccant Dryers